# 호너스 와그너
요하네스 피터 와그너(Johannes Peter Wagner, 1874년 2월 24일 ~ 1955년 12월 6일)는 "호너스" (Honus)와 "플라잉 더치맨" (The Flying Dutchman)이란 별명으로 알려진 미국의 야구 선수로 메이저 리그 베이스볼 역사상 거대한 선수들 중의 하나로 숙고된다. 20세기의 첫 진실적인 스타 선수들 중의 하나였던 와그너는 1897년에 자신의 경력을 시작하였다. 1900년부터 1917년 자신이 은퇴할 때까지 그는 오늘날까지 여러 선수보다 더 많은 안타 (2,967), 장타 (865)와 득점 (1,521)을 축적하였다. 필드 내외에서 자신의 모범으로 그는 많은 이들이 독일인 혈통의 개인들에 대항하는 깊은 편견을 가질 때 당시 미국인들의 존경과 감탄을 받았다.
무시무시한 타자로 지내온 곁에 그는 숙련된 도루 선수이자 전문가 수비수였다. 많은 분석자들은 그를 역사상 가장 성취되고 만능의 유격수로 숙고한다. 미국 야구 명예의 전당의 겨우 5명의 헌액자들 중의 하나로서 호너스 와그너가 사상 최고 야구 선수였다는 것에 토론은 계속된다.

## 어린 시절
오늘날 펜실베이니아주 카네기로 알려진 피츠버그의 이웃 맨스필드에서 바이에른 왕국에서 온 이민자들 피터와 케서린 와그너에게 태어났다. 그는 9명의 자식들 중의 하나였고, 그중에 5명 만이 어린 시절 과거에 살았다. 어린이로서 그는 자신의 모친에 의하여 후에 "호너스"로 진화할 "한스"로 불리었다. 한스는 자신의 메이저 리그 경력 동안 대체 별명이기도 하였다.
와그너는 탄광에서 자신의 부친과 형제들을 돕는 데 12세에 학교를 그만두었다. 자신들의 자유 시간에 그와 그의 형제들은 빈터 야구를 하였고, 3명의 형제들이 프로로 가려는 것은 물론 그런 범위로 자신들의 실력을 개발하였다. 와그너의 형 앨버트는 가끔 호너스에게 첫 번째 시도를 하도록 한 영예를 가지고 있다.

## 경력

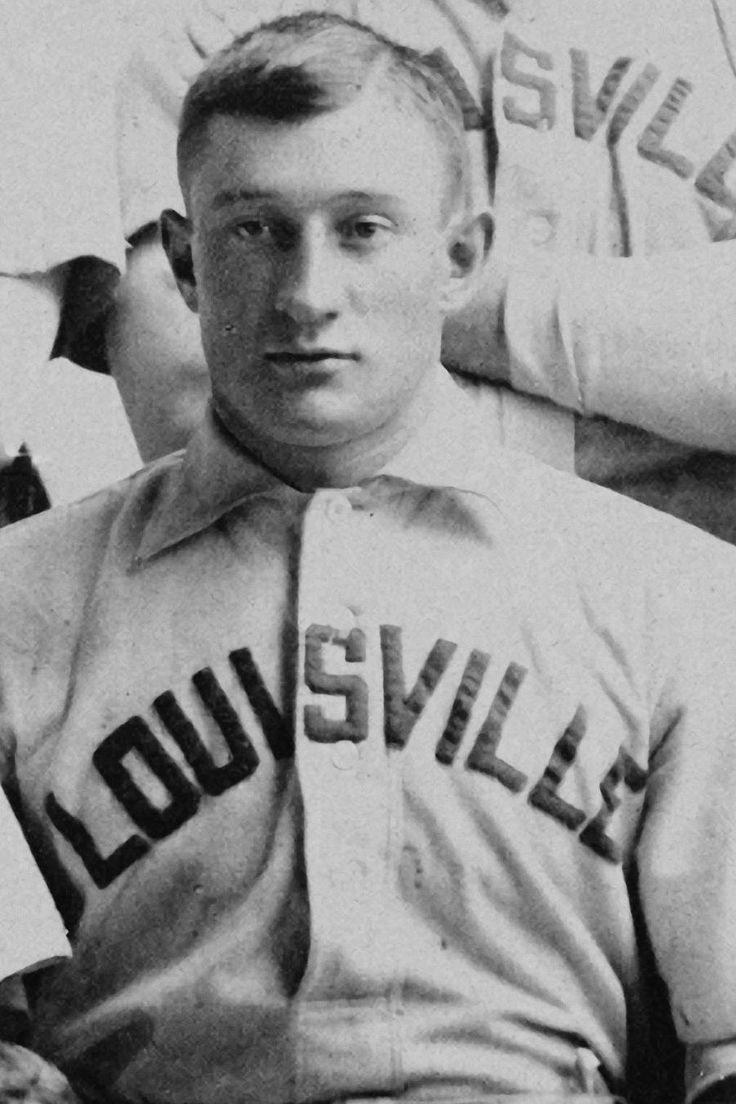
루이빌 커늘스 시절 (1897년)

21개의 시즌들을 걸친 경력에서 와그너는 8번이나 타구 평균에서 내셔널 리그를 이끌었다. 그는 또한 타점과 도루에서 각각 5번씩 리그를 이끌기도 하였다.
필드에서와 본루 행로들 둘다에 와그너의 속력은 그의 숙고적인 사이즈 (5 피트 11 인치, 당시 내야수를 위하여 유별나게 큰 195 파운드)와 합쳐 같은 이름에 전설적인 "유령의 배"에 관하 한 독일의 작곡가 리하르트 바그너에 의한 오페라로 언급에 "플라잉 더치맨" (The Flying Dutchman)으로 별명이 붙었다. 그 매우 민족 인식의 세월에 "Dutch"가 "독일인"에게 같은 용어였고, 신문들은 "한스" 혹은 "하네스" (요하네스의 애칭) 같은 그의 튜튼족 이형과 함께 자주 그를 태그 하였고, 가끔 "호너스"로 썼다. 아무도 와그너의 실력들을 의심할 수 없었어도 이 별명들은 반드시 친절해야 하는 것이 아니었다.

### 초기 세월
야구의 스카우트 에드 배로가 호너스의 형 앨버트를 염탐하러 탄광에 가서 호너스가 먼 거리들로 바위를 던지는 것을 볼 때 와그너는 18세에 발견되었다. 결과로서 배로는 그의 형 앨버트와 더불어 호너스를 그 자리에 계약하였다.
1895년에 시작한 마이너 리그에서 짧은 병역 후에 와그너는 내셔널 리그의 루이빌 커늘스와 함께 자신의 메이저 리그 경력을 시작하여 3개의 시즌들을 위하여 팀과 함께 활약하였다. 와그너는 부피가 큰 통 모양을 가졌고, 내반슬의 보행과 달렸으나 그럼에 불구하고 극단적으로 빠르고 권력적이었다. 그는 도루와 3루타와 홈런을 포함한 가장 많은 타구 부문들에서 견실히 리그의 지도적 선수들 중에 있다.
자신의 경력의 초기 단계에서 와그너는 거의 모든 포지션을 활약하였으며 3루수로 시작하다가 그의 감독들이 결국 자신의 가장 유익한 포지션으로서 유격수에 정착시키기 전에 외야수와 1루수에서 활동을 보았다. 방어적으로 그는 자신의 큰 손들 과 땅볼들을 퍼내려 하였고, 자신의 강력한 투구와 함께 내야수를 가로지르는 공은 물론 가끔 소량의 자갈을 발사하였다.

### 피츠버그 파이리츠

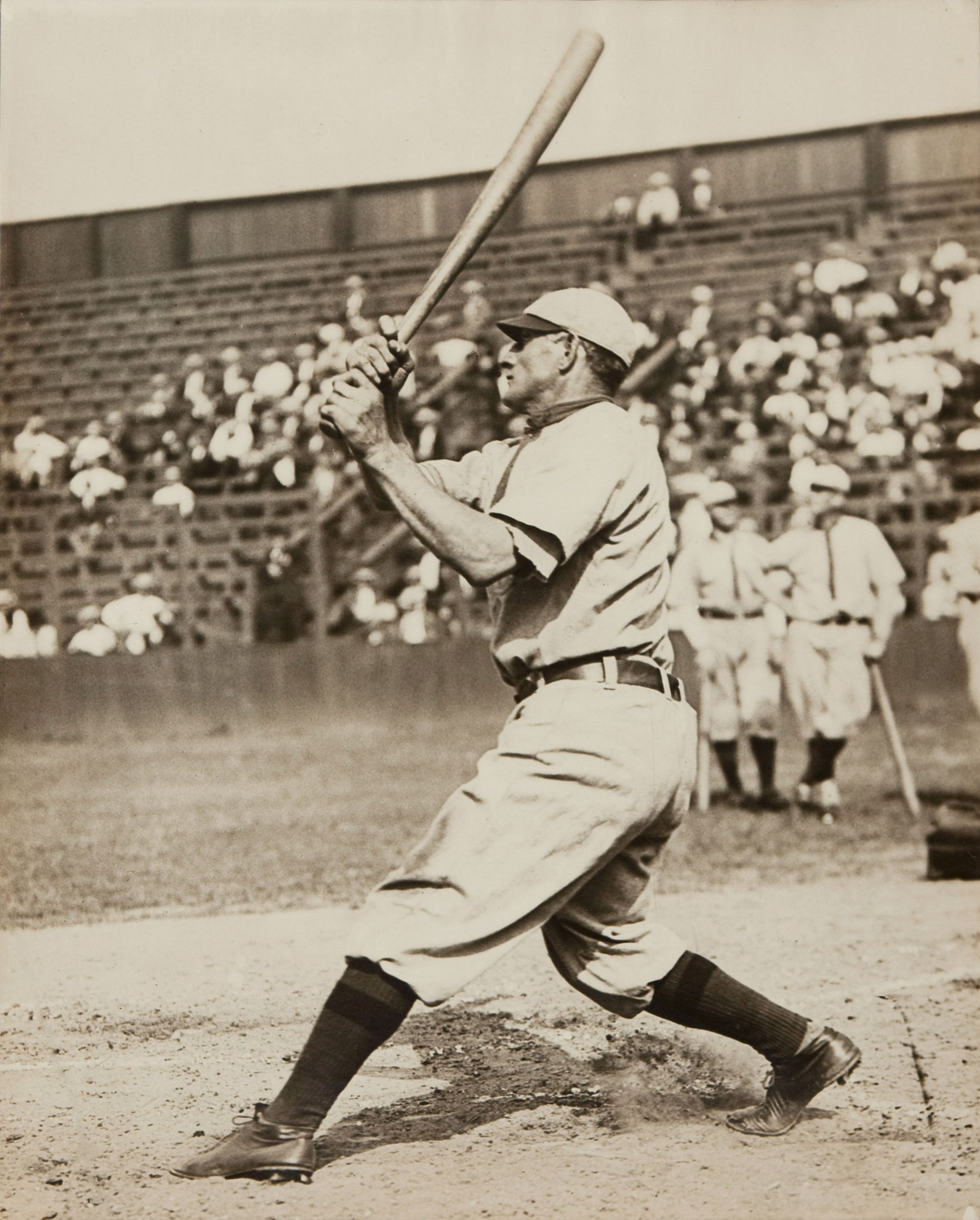
1910년의 와그너

1900년 커늘스는 존재하지 않기로 계약된 4개의 내셔널 리그 팀들 중의 하나였고, 루이빌 팀의 나머지는 피츠버그 파이리츠와 병합되어 1903년 첫 월드 시리즈에 참가를 포함하여
팀을 경쟁으로 몰아넣었다. 1899년 ~ 1900년 합병 후, 와그너는 전부 파이리츠와 함께 18개의 시즌들을 어 활약하여 1909년 그들과 함께 월드 시리즈 타이틀을 우승하였다.
그의 광범위한 기술은 그에게 그의 동료들에 의한 높은 평가를 얻게 하였고 1936년 그는 타이 콥, 월터 존슨, 크리스티 매슈슨과 베이브 루스의 선택된 동반에서 여태까지 미국 야구 명예의 전당에서 일원으로 헌액되는 데 첫 5명의 개인들 중에 있었다. 그는 8번이나 내셔널 리그 타구 타이틀을 우승하였고, 경력 안타, 2루타, 3루타, 득점, 타점, 도루와 활약한 경기들에서 내셔널 리그 기록 보유자로서 1917년 야구로부터 은퇴하였다.
그의 일생 타구 평균은 .327 점이었다. 1999년 82년 일찍이 그가 자신의 마지막 경기를 활약하였어도 그는 어니 뱅크스와 칼 립켄 주니어와 함께 3명의 유격수들 중의 하나로서 메이저 리그 베이스볼 올센추리 팀으로 선출되었다. 동년에 스포팅 뉴스는 100명의 거대한 야구 선수들의 명단에 그를 13위와 최고 순위의 유격수로 놓았다. 와그너는 "빌 제임스 역사적 야구 요약"에서 사상 2번째로 거대한 야구 선수로서 평가되었다. 이 글의 현재로서 그는 가장 많은 기본 타격을 위하여 사상 명단에 6위에 들어있다.
와그너와 같은 시대의 사람이자 유명한 야구 감독 존 맥그로는 자신이 와그너에 관하여 "그가 거대한 유격수였던 동안 난 그가 선발된 아무 포지션에 최고 선수로 지내올 수 있었다는 것을 믿는다. 그것이 왜 내가 그를 야구의 으뜸가는 사상의 선수로 투표한다."라고 말할 때 많은 이들을 위하여 말하였다. 비슷하게도 책 <그들의 날들의 영광>에 그의 단락에서 타이 콥의 동료 선수 샘 크로퍼드는 콥이 아닌 와그너를 자신이 여태까지 본 최고 선수로 평가하였다.
2006년 칼 립켄 주니어, 베이브 루스와 아지 스미스와 더불어 와그너를 고향의 영웅들로 광고한 메이저 리그 베이스볼을 위한 광고 방송은 "고향의 영웅들"로 숙고된 것에 그들의 이유들을 진술하였다. 야구의 초기 세월에 그가 활약한 사실과 그가 원래 던지는 바위들을 발견한 사실에 관한 농담으로 와그너의 목소리가 "나의 날에 우리는 본루들을 가진 것이 아니라 바위들을 가졌다."라고 말한다.

## 코치 경력과 사망

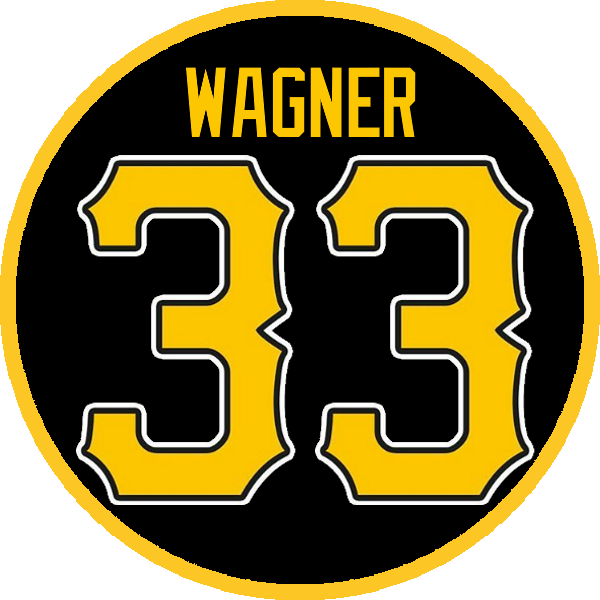
1956년 피츠버그 파이리츠에 의하여 영구 결번된 와그너의 등번호 33

와그너는 1917년 잠시 파이리츠의 감독을 지냈으나 5개의 경기들 만을 가진 후에 직위를 사임하였다. 그는 코치로서 파이리츠로 복귀하였으며, 1933년부터 1955년까지 대부분 두드러지게 타구 강사로서 지냈다. 훗날의 명예의 전당 헌액자들 아키 본, 랠프 키너와 1934년 ~ 1939년의 선수 겸 감독 파이 트레이너는 와그너의 뛰어난 제자들이었다.

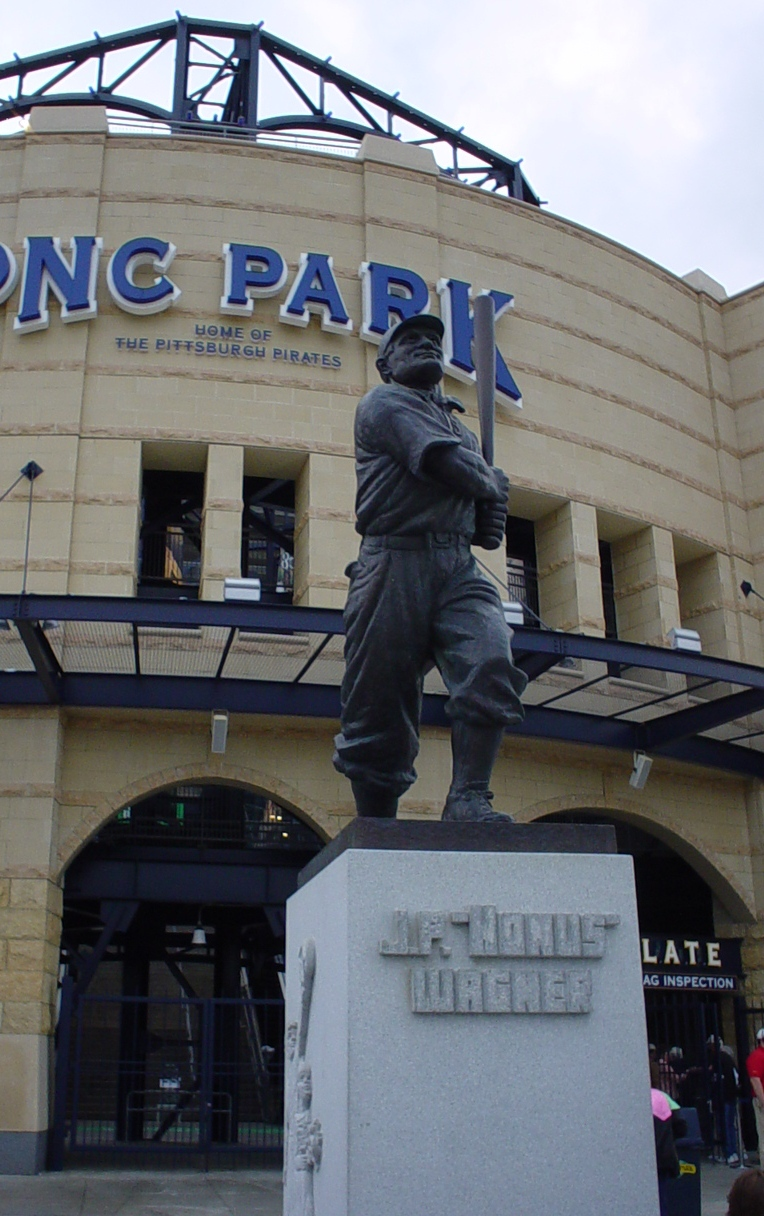
PNC 파크 앞에 세워진 와그너의 동상

이 시간 동안 와그너는 시초적으로 등번호 14의 유니폼을 입었으나 후에 자신을 영구 결번 시켰던 자신의 더욱 유명한 33번으로 갈아입었다. (그의 전체 선수 경력은 유니폼의 등번호들이 입혀지기 전의 날들에 있었다) 와그너는 자신이 타운 주변의 우호적인 인물로서 알려진 피츠버그에서 자신의 나머지 일생을 보냈다.
1955년 12월 6일 그는 81세의 나이에 카네기에서 사망하였고, 피츠버그의 사우스힐스 지역에 있는 제퍼슨 기념 묘지에 안장되었다.

## 기념
감탄하는 어린이들을 나타낸 대리석 받침대 위에 방망이를 휘두르는 와그너의 대형 동상은 지방 조각가 프랭크 비토에 의하여 위조되었고 포브스 필드에 있는 왼쪽 코너의 밖에 놓였다. 그것은 1955년 4월 30일에 봉납되었고, 당시 연약한 와그너는 참석하여 그의 많은 팬들에게 손을 흔드는 데 충분하였다. 파이리츠는 당시 이래 2번이나 이전시켰고, 동상은 그들과 더불어 왔다. 이제 그 동상은 PNC 파크의 주요 입구 외부에 서있다. 그 파크가 파이리츠의 원래 홈구장 엑스포지션 파크의 현장 근처에 있으면서 의미에서 그는 완전한 1회전을 하여 왔다.